# Dávid Teréz (író)
Dávid Teréz (Davidovics Teréz vagy Bräuer Gézáné) (Görgényszentimre, 1906. augusztus 9. – Pozsony, 2002. június 11.) drámaíró, író, dramaturg.

## Élete
1924-ben érettségizett Beregszászon. Fényképészetet tanult, majd Ungvárott, 1936-1957 között pedig Pozsonyban működött. 1942-től származása miatt illegalitásban élt, 1946-ban tért csak vissza Pozsonyba. 1963–1965 között a komáromi MATESZ dramaturgja volt.
Elbeszélőként, dráma- és regényíróként, mesék és humoros hangvételű írások, karcolatok szerzőjeként volt ismert. 1957-ben a Szlovák Irodalmi Alap pályázatán két színműve (Lidércfény, Dr. Svoboda) díjat nyert. A Lidércfényt (1959) több színház bemutatta. Még sikeresebb a Dódi (1958) című színműve, melynek komáromi bemutatója igazi közönségsikert aratott. Az Asszony és a Halál című művét a komáromi színházon kívül a pozsonyi Hviezdoslav Színház is bemutatta (1976). Színházak és műkedvelők játszották a Vidor család (1961) és a Fekete bárány (1960, 1974) című darabjait is.
Írásaiban a fasizmus szörnyűségeit és a múlttal szembeni közönyt mutatta be. Könnyed stílusa és mesélőkedve későbbi köteteit is népszerűekké tette. Több művét szlovák és cseh nyelvre is lefordították. Néhány műfordítása is ismert, elsősorban színpadi műveket (Július Barè-Ivan: Anya; Ivan Bukovčan: Luigi szíve avagy Kivégzés tompa bárddal; Űzd a farkast; Ján Kedro: A zabosi szakácsnők) fordított magyarra.

## Művei
- 1936 Fekete virágok. Dráma.
- 1964 Kísértetek múzeuma. Pozsony.
- 1966 Kásahegy. (regény)
- 1970/1980 Ifjúságból elégtelen.
- 1972 A feneketlen láda kincsei (ifjúsági regény). Pozsony–Budapest
- 1973 Könnyű a nőknek, szm.
- 1972-1973 Időzített boldogság, szm., r.
- 1974 Látomások.
- 1975 Bölcs Johanna, szm.
- 1976 Lidércfény. (drámaválogatás)
- 1981 A szerelem házhoz jön, szm.
- 1981 Mesélő nemzedék.
- 1986 Utóirat – Amíg a téma eljut odáig.